# 밴쿠버 요새

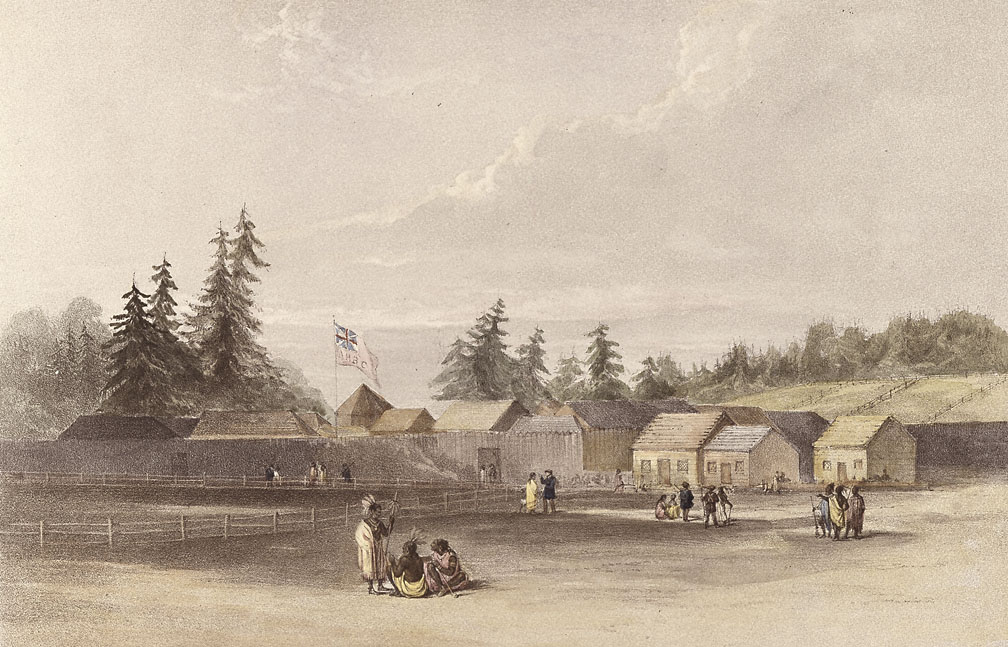

밴쿠버 요새(Fort Vancouver)는 19세기 콜럼비아 강을 따라 오리건 컨트리에 위치한 허드슨 베이 회사의 컬럼비아 지부 본부로 이용되던 모피 무역의 기지였다. 조지 밴쿠버 대위의 이름을 딴 이 요새는 컬럼비아 강 북안, 오늘 날의 오리건주 포틀랜드 근처의 밴쿠버에 위치해 있었다. 현재는 내부 건물까지 갖춘 실물 크기의 복제 요새가 세워져 있고, 일반에게 밴쿠버 요새 국립사적지로 공개되고 있다.

## 역사
이 요새는 원래 1824년~1825년 겨울에 세워졌다. 당시 이 지역은 허드슨 베이 회사의 ‘컬럼비아 디스트릭트’로 알려졌으며, 이후 미국인들에게는 점차 ‘오리건 컨트리’로 알려졌다가, 1818년 조약에 따라 미합중국과 영국이 공동으로 점유하게 되었다. 영국의 관심사는 허드슨 베이 회사에 잘 나타나 있으며, 그 회사는 현재의 캐나다 서부에 대한 독점적인 권리를 소유하고 있었다.